# پروتز شبکیه آرگوس

پردازش بینایی از طریق چشم بیونیک

پروتز شبکیه آرگوس، که با عنوان چشم بیونیک نیز شناخته می‌شود، یک ایمپلنت الکترونیکی شبکیه می‌باشد که توسط شرکت آمریکایی Second Sight Medical Products ساخته شده‌است. این محصول به عنوان پروتز بینایی برای بهبود بینایی افراد مبتلا به موارد شدید رتینیت پیگمانتوزا استفاده می‌شود. نسخه Argus II این سیستم در مارس ۲۰۱۱ برای بازاریابی در اتحادیه اروپا تأیید شد و در فوریه ۲۰۱۳ تحت معافیت دستگاه‌های بشردوستانه در ایالات متحده تأیید شد. سیستم Argus II حدود ۱۵۰۰۰۰ دلار آمریکا، بدون احتساب هزینه جراحی ایمپلنت و آموزش استفاده از دستگاه هزینه دارد.

## استفاده پزشکی
Argus II به‌طور خاص برای درمان افراد مبتلا به رتینیت پیگمانتوزا طراحی شده‌است. این دستگاه با داده‌های یک کارآزمایی بالینی تک بازویی که ۳۰ نفر مبتلا به رتینیت پیگمانتوزا شدید را ثبت کرد، تأیید شد. طولانی‌ترین دوره پیگیری برای یک کارآزمایی بالینی ۳۸٫۳ ماه بود. افراد حاضر در آزمایش ایمپلنت را تنها در یک چشم دریافت کردند و آزمایش‌ها با دستگاه روشن یا خاموش به عنوان کنترل انجام شد. با روشن شدن دستگاه، حدود ۲۳ درصد از افراد در توانایی دیدن بهبودهایی داشتند. تمامی این افراد به میزان ۲٫۹ یا بالاتر در مقیاس LogMAR بهبود در توانایی بینایی داشتند و بهبودها از کمی کمتر از ۲٫۹ تا میزان 1.6 LogMAR - معادل توانایی خواندن ۲۰/۱۲۶۲ بود. : 18 96% از موارد بهتر می‌توانستند مربع سفید را روی صفحه سیاه کامپیوتر تشخیص دهند. ۵۷ درصد قادر به تعیین جهت حرکت یک نوار سفید روی صفحه سیاه کامپیوتر بودند. با روشن بودن دستگاه، حدود ۶۰ درصد از موازد توانستند به‌طور دقیق به دری که ۲۰ فوت (حدود ۶ متر) دورتر بود بروند، در حالی که تنها ۵ درصد با دستگاه خاموش می‌توانستند این کار را انجام دهند. ۹۳ درصد از موارد هیچ تغییری در درک خود از نور نداشتند. : 18 

## عوارض جانبی
در بین ۳۰ نفر در این کارآزمایی بالینی، ۹ عارضه جانبی جدی ثبت شد، از جمله فشار داخل چشمی کمتر از حد طبیعی، فرسایش ملتحمه، باز شدن مجدد زخم جراحی، التهاب داخل چشم و جداشدگی شبکیه. : 19 همچنین خطر عفونت باکتریایی از کابل‌های کاشته شده که ایمپلنت را به پردازنده سیگنال متصل می‌کنند وجود دارد.

## روش جراحی
عمل ایمپلنت چند ساعت طول می‌کشد و فرد ایمپلنت را تحت بیهوشی عمومی دریافت می‌کند. جراح زجاجیه و هر گونه غشای روی شبکیه را که در آن ایمپلنت قرار می‌گیرد، برمی‌دارد. ایمپلنت با یک چسب به سطح شبکیه متصل می‌شود. کابل‌هایی که ایمپلنت را به پردازنده متصل می‌کنند از طریق pars plana، ناحیه‌ای نزدیک به محل تماس عنبیه و صلبیه عبور می‌کنند.

## دستگاه
بخش خارجی اولیه ایمپلنت آرگوس یک دوربین دیجیتال نصب شده بر روی قاب عینک است که تصاویری از محیط اطراف کاربر به دست می‌آورد. سیگنال‌های دوربین به صورت بی‌سیم به یک پردازشگر تصویر کامپیوتری منتقل می‌شود. پردازنده نیز توسط کابل‌هایی به خود ایمپلنت متصل می‌شود که با جراحی روی سطح شبکیه چشم فرد کاشته می‌شود و در جای خود قرار می‌گیرد. ایمپلنت از ۶۰ الکترود تشکیل شده‌است که هر کدام ۲۰۰ میکرون قطر دارند.
وضوح تصویر شبکه مستطیل شکل ۶ نقطه در ۱۰ نقطه (تولید شده توسط آرایه ای از ۶۰ الکترود ۶ در ۱۰، که ۵۵ عدد آن فعال است) در بینایی فرد نسبت به دقت بینایی معمولی بسیار پایین است. این امکان تشخیص بصری لبه‌های بزرگ با کنتراست بالا، مانند چارچوب درها و پیاده‌روها را فراهم می‌آورد تا به فرد این امکان را بدهد که با خیال راحت‌تر در محیط خود حرکت کند.

## تاریخچه
سازنده ایمپلنت، شرکت Second Sight Medical Products، در سیلمار کالیفرنیا، در سال ۱۹۹۸ توسط آلفرد مان، ساموئل ویلیامز و گونار بیجورگ تأسیس شد. ویلیامز، سرمایه‌گذار در یک شرکت کاشت حلزون‌های شنوایی که توسط مان اداره می‌شد، در مورد تأسیس شرکتی برای توسعه محصول مشابه برای چشم به مان مراجعه کرد و مان با آن دو و رابرت گرینبرگ، که در بنیاد مان کار می‌کرد، ملاقاتی برقرار کرد. گرینبرگ که قبلاً به عنوان دانشجوی کارشناسی ارشد در دانشگاه جانز هاپکینز روی پروتزهای شبکیه کار کرده بود، طرح تجاری را نوشت و در زمان راه اندازی شرکت جدید به عنوان مدیر عامل شرکت منصوب شد. گرینبرگ تا سال ۲۰۱۵ به عنوان مدیرعامل شرکت را رهبری کرد (از آن پس او تا سال ۲۰۱۸ رئیس هیئت مدیره بود). اولین نسخه از پروتز، Argus I، از سال ۲۰۰۲ بر روی شش نفر آزمایش شد. نسخه دوم، Argus II، به گونه ای طراحی شد که کوچکتر و کاشت آسان‌تر باشد، و توسط مارک همایون از مؤسسه چشم USC، که در آزمایش بالینی Argus I نیز حضور داشت، به صورت مشترک ابداع شد. Argus II برای اولین بار در سال ۲۰۰۶ در مکزیک آزمایش شد و سپس یک کارآزمایی بالینی ۳۰ نفر در ۱۰ مرکز پزشکی در سراسر اروپا و ایالات متحده انجام شد.

### وضعیت نظارتی
آرگوس II تاییدیه خود برای استفاده تجاری در اتحادیه اروپا را در ماه مارس ۲۰۱۱ دریافت کرد در فوریه ۲۰۱۳، FDA استفاده از Argus II را تحت یک معافیت ابزارهای بشردوستانه تأیید کرد و اجازه استفاده از آن را برای حداکثر ۴۰۰۰ نفر در ایالات متحده در سال داد.

### قیمت گذاری و بیمه
Argus II در ابتدا در تعداد محدودی از کلینیک‌ها در فرانسه، آلمان، ایتالیا، هلند، بریتانیا و عربستان سعودی با قیمت تعیید شده در بازار اتحادیه اروپا به میزان ۱۱۵۰۰۰ دلار آمریکا در دسترس بود. هنگامی که Argus II در فوریه ۲۰۱۳ در ایالات متحده معرفی شد Second Sight اعلام کرد که قیمت آن در حدود ۱۵۰۰۰۰ دلار آمریکا، بدون احتساب هزینه جراحی و آموزش استفاده خواهد بود. در اوت ۲۰۱۳، Second Sight اعلام کرد که بازپرداخت هزینه‌های ایمپلنت برای دریافت کنندگان مدیکر که نابینا بوده‌اند در ایالات متحده برای Argus II تأیید شده‌است.

## پژوهش
آزمایشی در انگلستان با بودجه NHS انگلستان برای ده بیمار در سال ۲۰۱۷ آغاز شد.